# رقص بالیایی

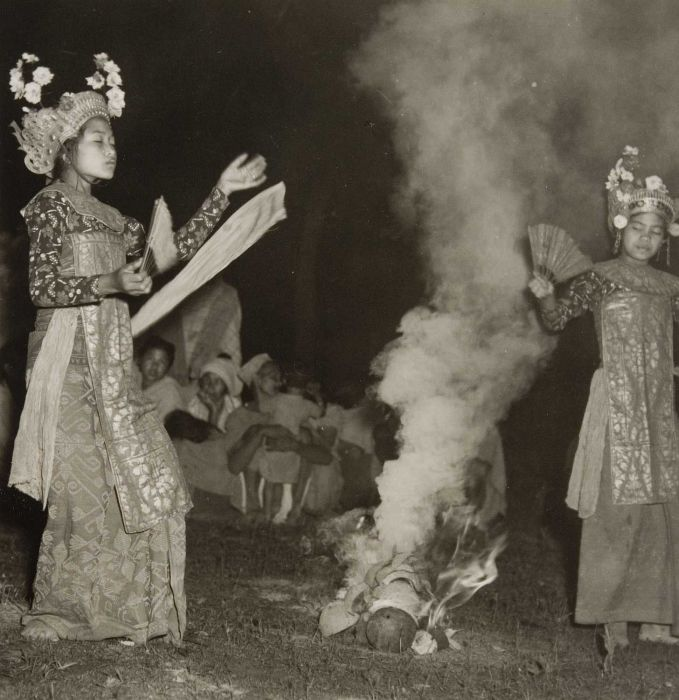
رقص مقدس شانگ هیانگ

رقص بالیایی یکی از گونه های سنتی رقص است که نوعی بیانگری هنری و مذهبی مردمان بالی یعنی اهالی بومی جزیرۀ بالی اندونزی است. رقص بالیایی بسیار پرجنب و جوش، با جمله‌بندی‌های بیانگرانه و پراطوار است. رقصندۀ بالی قصه رقص-درام را توسط ژست‌هایی در کل بدن بیان می‌کنند؛ این ژست‌ها در انگشت‌ها، دست‌ها، فیگور بدنی و حرکات چشم صورت می‌گیرد.
از لحاظ شکل و فرم غنای به‌خصوصی در رقص بالی وجود دارد؛ که یکی از ممتازترین آن‌ها رقص آئینی است که شامل راجاندا، جادوگر و دیو بزرگ بارونگ می‌شود.اکثر رقص‌های بالی سرچشمه‌ای در آیین هندو دارند، مثل رقص مقدس سانگ هیانگ دداری که معتقد است در حین اجرا، ارواح هیانگ بدن رقاص را در حالت خلسه در اختیار می‌گیرند. دیگر گونه‌های رقص بالی به سرچشمه‌های آیینی متصل نیستند و برای اهداف مشخصی ساخته شده‌اند، مثل پندت که رقص خوش‌آمدگویی‌ست و جاگد که مصارف تفریحی دارد.